# Замковая площадь (Кобрин)
Замковая площадь (бел. Замкавая плошча) — площадь в историческом центре Кобрина. Располагается к северу от центральной площади города — площади Свободы.

## История и архитектура
Площадь возникла в конце XVIII века в районе прежнего Нижнего замка, который ранее являлся административным центром, но был упразднён из-за ветхости, а позднее снесён. В XIX веке площадь именовалась Сенной, и ныне безымянный переулок, соединяющий её в Базарной площадью (площадь Свободы), был Сенным. В то время на площади располагалось казначейство. В 1905 (по другим данным — 1912) году построено здание банка. В 1921—1939 гг., когда Кобрин находился в составе Польши, площадь была Банковской. После включения Кобрина в состав СССР площадь получила имя 11 Июля (в честь даты освобождения Минска от поляков в 1920 году). В 1948 году переименована в площадь Комсомольцев. В 1987 году, во время празднования юбилея города, названа площадью 700-летия Кобрина, и на ней был установлен памятник 700-летию города. Нынешнее название присвоено в июле 2003 года.

## Примечательные здания и сооружения
Ансамбль площади внесён в Государственный список историко-культурных ценностей Республики Беларусь в составе исторического центра Кобрина (код 112Е000383). Под государственной охраной находятся дома 1, 5, 14, 15.
- № 1 — здание банка, ныне ЗАГС. Построено в 1905[2] или в 1912 году[1]. Историко-культурная ценность (код 113Г000387).
- № 14 — дом, в котором в 1920 году размещался военно-революционный комитет[3].
- Александро-Невский собор. Построен в 1864—1868 годах. Историко-культурная ценность (код 112Г000392).
- Памятник 700-летию Кобрина. Состоит из семи камней, символизирующих века, вокруг изображения двух исторических гербов Кобрина[1].